# یواس‌اس پوکوموک (اس‌پی-۵۷۱)
یواس‌اس پوکوموک (اس‌پی-۵۷۱) (به انگلیسی: USS Pocomoke (SP-571)) یک کشتی بود که طول آن ۶۴ فوت ۷ اینچ (۱۹٫۶۹ متر) بود.